# Margaret Howard (2e baronne Strathcona et Mont-Royal)
Pour les articles homonymes, voir Margaret Howard.
Margaret Charlotte Howard, 2e baronne Strathcona et Mont-Royal (née Margaret Charlotte Smith) (17 janvier 1854 - 18 août 1926) est une paire du Royaume-Uni.
Elle succède à son père Donald Alexander Smith en tant que 2e baronne Strathcona et Mont-Royal lors de son décès le 21 janvier 1914.